# NaShawn Kearse
NaShawn Kearse (Brooklyn, 2 ottobre 1972) è un attore statunitense.
Deve la sua fama all'interpretazione di Caleb Applewhite, durante la seconda serie di Desperate Housewives, in sostituzione di Page Kennedy.